# Herissantia tiubae
Herissantia tiubae là một loài thực vật có hoa trong họ Cẩm quỳ. Loài này được (K.Schum.) Brizicky mô tả khoa học đầu tiên năm 1968.